# Morgan Baker
Morgan Baker es un joven actor australiano, conocido por haber interpretado a Callum Jones en la serie australiana Neighbours.

## Biografía
Morgan asiste a la escuela primaria Yarra Glen, situada al centro de Melbourne. Cuando no asiste a la escuela debido al rodaje de Neighbours, Morgan toma clases en el set.

## Carrera
El 9 de junio de 2008 obtuvo su primer papel importante en la televisión cuando se unió al elenco de la exitosa serie australiana Neighbours, donde interpretó al encantador y divertido Callum Jones, el hijo adoptivo de Toadfish Rebecchi, hasta el 12 de junio de 2014 después de que su personaje se fuera a San Francisco luego de que ganara una beca luego de entrar a un concurso de diseño juvenil. El 17 de septiembre de 2015 Morgan hizo un breve cameo en la serie. 

## Filmografía

### Series de televisión
| Año               | Título                           | Personaje    | Notas                  |
| ----------------- | -------------------------------- | ------------ | ---------------------- |
| 2008 - 2014, 2015 | Neighbours                       | Callum Jones | 1,048 episodios        |
| 2015              | Sammy J & Randy in Ricketts Lane | Zydrunas     | episodio "The Postman" |

### Películas
| Año  | Título              | Personaje             | Notas |
| ---- | ------------------- | --------------------- | --- |
| 2008 | Monitor             | Zuckerman             | corto |
| 2007 | Underbelly          | David                 | junto a Mark Reeb, Fritz Beer, John Mense, Joe Abercrombie & Felicia Bianca Lopez                                 |
| 2007 | The King            | David                 | junto a Stephen Curry, Shaun Micallef, Garry McDonald, Steve Bisley, Stephen Hall, Todd MacDonald & Bernard Curry |
| 2006 | The Society Murders | Miembro de la Familia | junto a Jan Frazerm Susan Popov, Beau Wright, Matilda Simpson & Rhea Schreuder                                    |
| 2006 | Goggles             | Billy                 | corto - junto a Olivia Northwood-Blyth, Emily Milledge & Ellen Watson                                             |